# Beetzsee (kommun)
Beetzsee är en kommun i Tyskland, belägen i Landkreis Potsdam-Mittelmark i förbundslandet Brandenburg, norr om staden Brandenburg an der Havel. Kommunen bildades den 1 februari 2002 genom en sammanslagning av de tidigare kommunerna Brielow, Marzahne och Radewege.  och fick i sin nuvarande form 2008 när orten Marzahne efter en folkomröstning bröt sig ur kommunen för att istället bli en del av staden Havelsee.
Beetzsee är säte för kommunalförbundet Amt Beetzsee, där även kommunerna Beetzseeheide, Päwesin och Roskow samt staden Havelsee ingår.